# Andrzej Bęben
Andrzej Paweł Bęben (ur. 1974 w Kielcach) – polski inżynier, doktor habilitowany nauk technicznych, specjalizujący się w sieciach telekomunikacyjnych, multimediach, systemach telekomunikacyjnych i teleinformatycznych, metodach sterowania ruchem w sieciach teleinformatycznych oraz technice ATM. Adiunkt na Wydziale Elektroniki i Technik Informacyjnych Politechniki Warszawskiej, a dawniej w Wojskowym Instytucie Łączności.
Magistrem inżynierem został w 1998 roku. Stopień doktorski z telekomunikacji na wydziale Elektroniki i Technik Informacyjnych Politechniki Warszawskiej uzyskał w 2001 na podstawie pracy zatytułowanej Jakość przekazu ruchu w bezprzewodowej sieci ATM, przygotowanej pod kierunkiem Wojciecha Burakowskiego, a w 2016 habilitował się na tym samym wydziale, pisząc rozprawę pt. Sterowanie ruchem w sieciach ICN/CAN. Publikował prace w czasopismach, takich jak „IEEE Communications Magazine” czy „Computer Communications”.